# Albrecht Braniborský (kardinál)
Kardinál Albrecht Braniborský známý též jako Albert z Mohuče (28. června 1490, Cölln, dnešní Berlín – 24. září 1545, Martinsburg, Mohuč) byl říšský kurfiřt, v letech 1514 až 1545 arcibiskup mohučský a v letech 1513 až 1545 arcibiskup magdeburský.

## Život

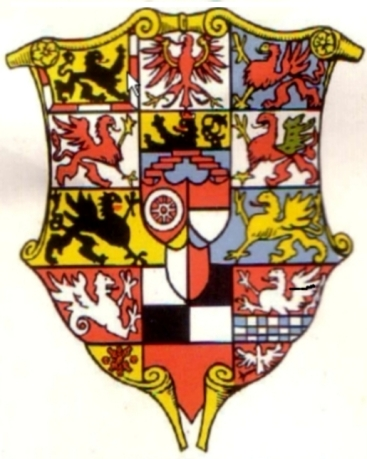
Erb Albrechta Braniborského

Pocházel z panovnického rodu Hohenzollernů. Jeho otcem byl kurfiřt Jan Cicero Braniborský, matkou Markéta Saská. Roku 1513 byl ve věku 23 let jmenován hornosaským arcibiskupem v Magdeburgu a administrátorem diecéze Halberstadt. O rok později se stal říšským kurfiřtem a arcibiskupem mohučským, ve 28 letech již byl kardinálem.
Aby byl schopen zaplatit náklady, které byly se získáním těchto úřadů spojeny, půjčil si 21.000 dukátů od bankéře Jakoba Fuggera. Od papeže Lva X. pak získal povolení k prodeji odpustků ve své diecézi, aby mohl dluhy splatit, ovšem za podmínky, že polovina výtěžku připadne papeži. Odpustky pak pro něj prodával i dominikán Johann Tetzel.
Tato skutečnost rozlítila Martina Luthera a byla jedním z důvodů, který jej vedl k sepsání jeho 95 tezí, kritiky církevních zlořádů, vedoucí k reformaci. Luther je Albrechtovi poslal 31. října 1517. Albrecht, který v nich spatřoval kacířství, je pak přeposlal papeži do Říma. Albrecht byl až do své smrti nejostřejším a nejpopulárnějším Lutherovým kritikem.
Albrechtovy politické ambice i jeho přátelství s kritikem katolické církve Ulrichem von Hutten zřejmě zpočátku vzbudily naděje, že by se mohl přidat k protestantům. Po německé selské válce se však definitivně zařadil na stranu katolicismu.
Statut renesančního velmože naplnil kardinál soužitím se ženou, ta mu porodila dceru, která po dosažení dospělosti stanula v čele dvora bekyň, který pro ni Albrecht založil v Schöntalu u Aschaffenburgu.
Zemřel na kurfiřtském hradě Martinsburgu v Mojhuči a byl pohřben v mohučském dómu, kde si dal zřídit honosný náhrobek se stojící sochou v životní velikosti, z carrarského mramoru.

## Dóm a kostel Panny Marie v Halle

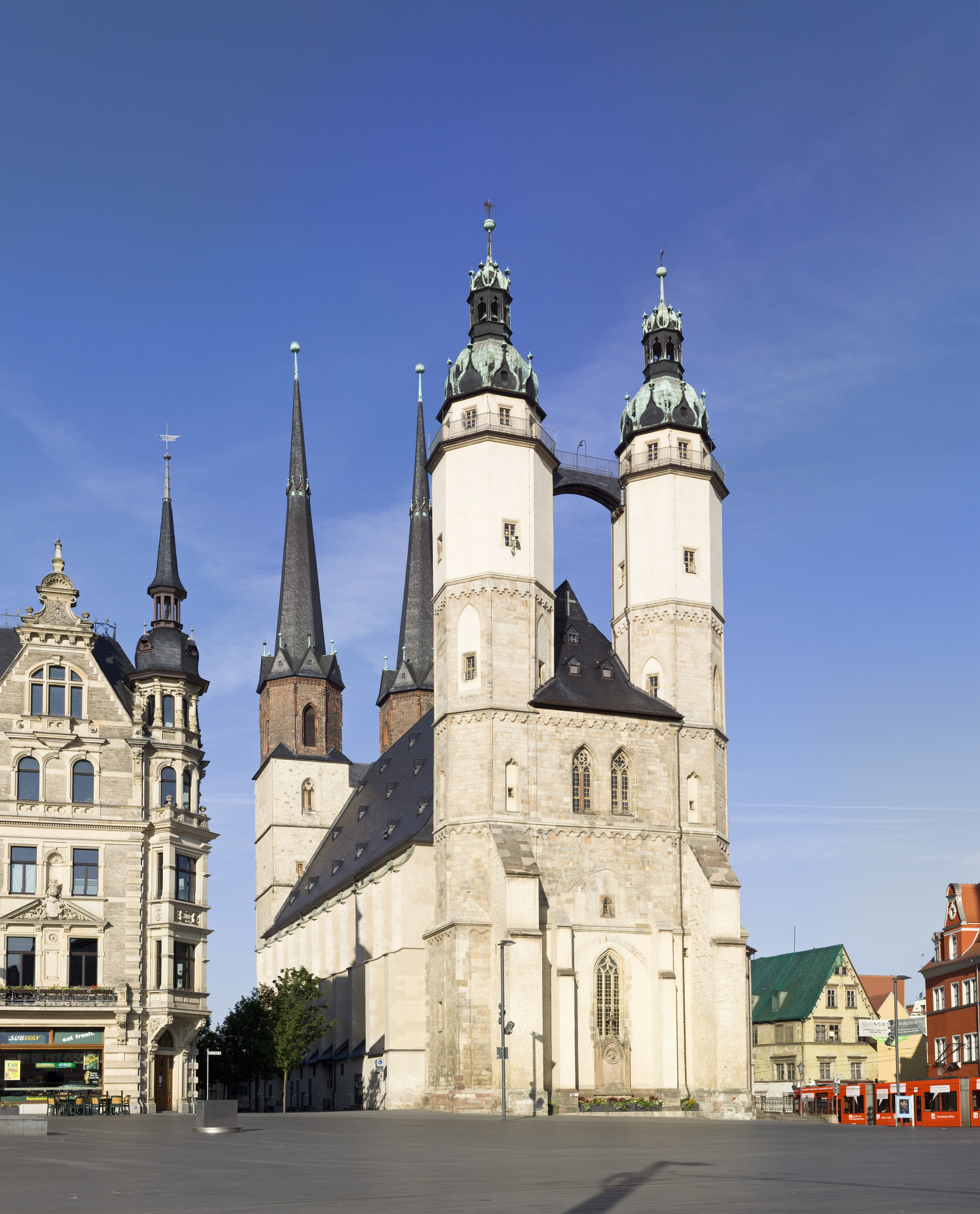
Čtyřvěžový Kostel P. Marie v Halle

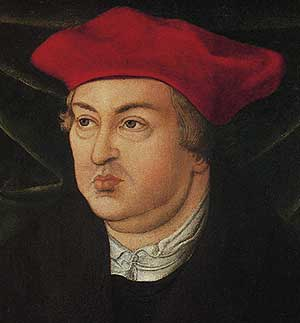
Kardinál Albrecht Braniborský na obraze Lucase Cranacha st.

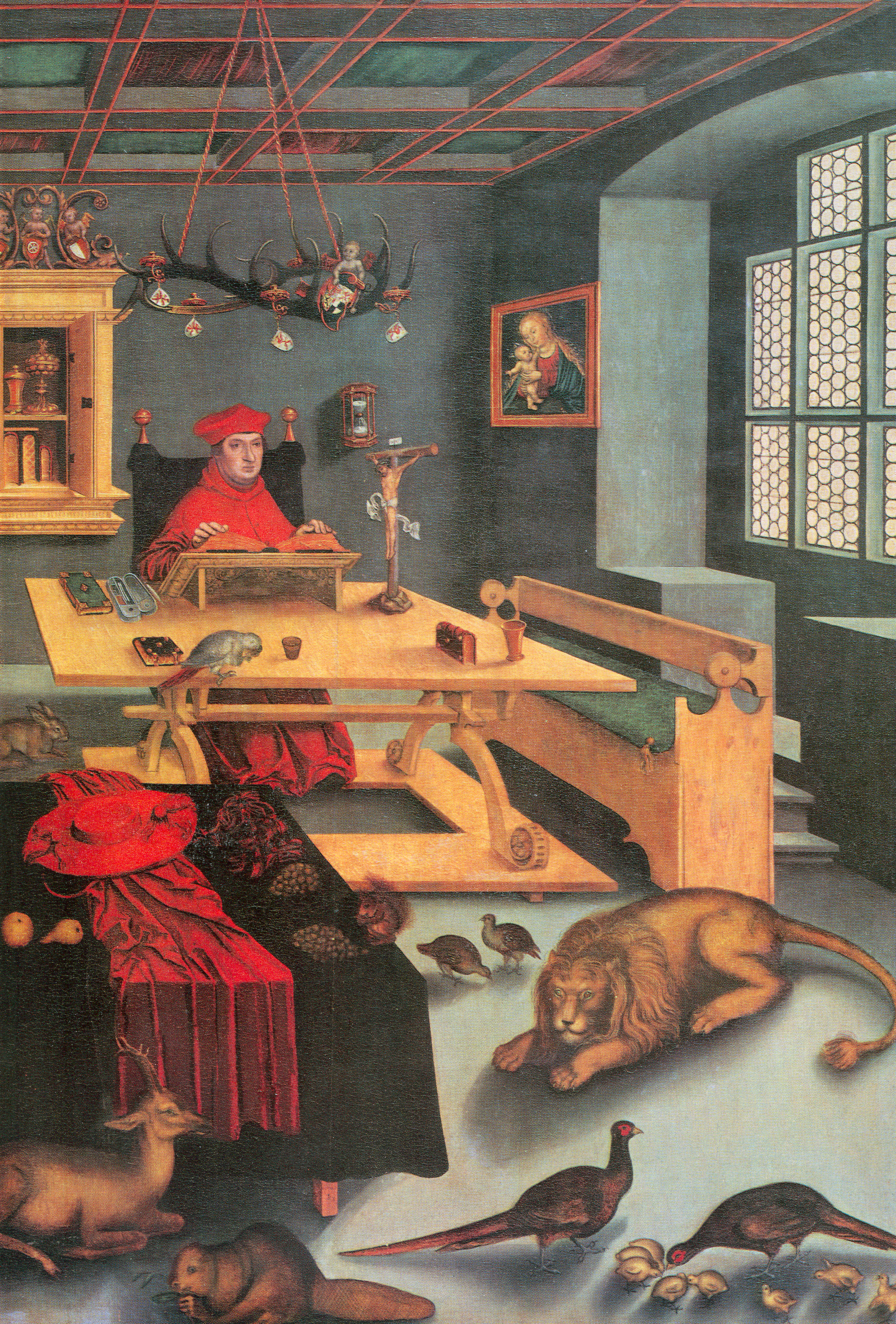
Lucas Cranach st.: Albrecht Braniborský jako svatý Jeroným

Ve svém rezidenčním městě Halle se Albrecht Braniborský soustředil na tři stavby: nejprve zbudoval svou rezidenci Moritzburg. Dále starobylý dominikánský kostel proměnil v katedrálu (dóm), povýšil jej na biskupské sídlo a současně povýšil magdeburské biskupství na arcibiskupství.
Zároveň začal budovat nový velkolepý chrám zasvěcený Panně Marii. On i římští katolíci v městské radě tak chtěli čelit rostoucímu vlivu reformace. V roce 1529 bylo rozhodnuto o zboření dvou farních kostelů, zasvěcených Panně Marii a sv. Gertrudě. Zůstaly z nich stát jen čtyři věže, které byly postupně propojeny lodí nového chrámu.
Ačkoli měl sloužit jako podpora katolíků proti zastáncům reformace, nakonec právě v tomto ještě rozestavěném kostele v roce 1541 kazatel Justus Jonas občanům Halle oficiálně představil reformaci. Kardinál Albrecht město opustil a zanechal zde po sobě obrovské dluhy. Halle přešlo k protestantům, roku 1542 byl Jonas v kostele Panny Marie ustanoven ke kněžské službě a o další dva roky později se stal biskupem. V následujících letech v kostele třikrát kázal i Martin Luther. Velkolepé vybavení kostela včetně celoevropsky významných oltářů s malbami Lucase Cranacha staršího v době Albrechtova odchodu z Halle ještě nebylo kompletní, kardinál je zčásti odvezl s sebou.

## Sběratel umění
Kardinál byl typickým knížetem doby renesanční. Zajímal se o vědu a literaturu, proslul jako sběratel a mecenáš umění. Až do roku 1541 sídlil v rezidenci Moritzburg v Halle an der Saale. Zaměstnával zlatníky na dovršení hallského pokladu relikviií, relikviářů, křížů a precios, zvaného Hallské svátosti. Zaměstnával malíře (Lucas Cranach starší, Mathias Grünewald, Simon Frank), kteří jej portrétovali jako světce, jako kardinála sv. Jeronýma, biskupa sv. Erasma, sv. Martina či sv. Řehoře. Sbíral rukopisy a knihy, dal si vymalovat Modlitební knihu (nyní ve Dvorní knihovně v Aschaffenburgu), Knižní kalendář s obrázky světců na každý den mu zhotovil Lucas Cranach starší.
V Halle založil klášter sv. Mořice, Marie Magdalény a Veroničiny roušky. Pro svou reprezentaci si objednával skvěla paramenta, dochovaly se dva pluviály a dvě mitry, jedna posázená drahokamy s výšivkou říčními perlami (nyní ve sbírce Staatliche Kunstsammlungen v Drážďanech).
V kostele Santa Maria dell'Anima v Římě si dal vybudovat markraběcí kapli, podílel se také na novostavbě Svatopetrské baziliky v Římě, obojí s podporou papeže financoval z prodeje odpustků.

## Citát
- „Vím, že všichni moji kněží jsou konkubináři. Co však mám proti tomu dělat? Když jim jejich konkubíny zakáži, budou buď žádat manželky nebo se stanou luterány.“ [1]

## Vývod z předků
|                        |                                |  |                        |                                |  |  |  |  |  |  |  | Fridrich V. Norimberský |
|                        |                                |  |                        |                                |  |  |  |  |  |  |  |                         |
|                        | Fridrich I. Braniborský        |  |                        |                                |  |  |  |  |  |  |  |                         |
|                        |                                |  |                        |                                |  |  |  |  |  |  |  |                         |
|                        |                                |  |                        | Alžběta Míšeňská               |  |  |  |  |  |  |  |                         |
|                        |                                |  |                        |                                |  |  |  |  |  |  |  |                         |
|                        | Albrecht III. Achilles         |  |                        |                                |  |  |  |  |  |  |  |                         |
|                        |                                |  |                        |                                |  |  |  |  |  |  |  |                         |
|                        |                                |  |                        | Fridrich Bavorský              |  |  |  |  |  |  |  |                         |
|                        |                                |  |                        |                                |  |  |  |  |  |  |  |                         |
|                        | Alžběta Bavorská               |  |                        |                                |  |  |  |  |  |  |  |                         |
|                        |                                |  |                        |                                |  |  |  |  |  |  |  |                         |
|                        |                                |  |                        | Maddalena Visconti             |  |  |  |  |  |  |  |                         |
|                        |                                |  |                        |                                |  |  |  |  |  |  |  |                         |
|                        | Jan Cicero Braniborský         |  |                        |                                |  |  |  |  |  |  |  |                         |
|                        |                                |  |                        |                                |  |  |  |  |  |  |  |                         |
|                        |                                |  |                        | Bernard I. Bádenský            |  |  |  |  |  |  |  |                         |
|                        |                                |  |                        |                                |  |  |  |  |  |  |  |                         |
|                        | Jakub Bádenský                 |  |                        |                                |  |  |  |  |  |  |  |                         |
|                        |                                |  |                        |                                |  |  |  |  |  |  |  |                         |
|                        |                                |  |                        | Anna Oettingenská              |  |  |  |  |  |  |  |                         |
|                        |                                |  |                        |                                |  |  |  |  |  |  |  |                         |
|                        | Markéta Bádenská               |  |                        |                                |  |  |  |  |  |  |  |                         |
|                        |                                |  |                        |                                |  |  |  |  |  |  |  |                         |
|                        |                                |  |                        | Karel II. Lotrinský            |  |  |  |  |  |  |  |                         |
|                        |                                |  |                        |                                |  |  |  |  |  |  |  |                         |
|                        | Kateřina Lotrinská             |  |                        |                                |  |  |  |  |  |  |  |                         |
|                        |                                |  |                        |                                |  |  |  |  |  |  |  |                         |
|                        |                                |  |                        | Markéta Falcká                 |  |  |  |  |  |  |  |                         |
|                        |                                |  |                        |                                |  |  |  |  |  |  |  |                         |
| 'Albrecht Braniborský' |                                |  |                        |                                |  |  |  |  |  |  |  |                         |
|                        |                                |  |                        |                                |  |  |  |  |  |  |  |                         |
|                        |                                |  | Fridrich III. Míšeňský |                                |  |  |  |  |  |  |  |                         |
|                        |                                |  |                        |                                |  |  |  |  |  |  |  |                         |
|                        | Fridrich I. Saský              |  |                        |                                |  |  |  |  |  |  |  |                         |
|                        |                                |  |                        |                                |  |  |  |  |  |  |  |                         |
|                        |                                |  |                        | Kateřina z Hennebergu          |  |  |  |  |  |  |  |                         |
|                        |                                |  |                        |                                |  |  |  |  |  |  |  |                         |
|                        | Vilém III. Durynský            |  |                        |                                |  |  |  |  |  |  |  |                         |
|                        |                                |  |                        |                                |  |  |  |  |  |  |  |                         |
|                        |                                |  |                        | Jindřich Brunšvicko-Lüneburský |  |  |  |  |  |  |  |                         |
|                        |                                |  |                        |                                |  |  |  |  |  |  |  |                         |
|                        | Kateřina Brunšvicko-Lüneburská |  |                        |                                |  |  |  |  |  |  |  |                         |
|                        |                                |  |                        |                                |  |  |  |  |  |  |  |                         |
|                        |                                |  |                        | Žofie Pomořanská               |  |  |  |  |  |  |  |                         |
|                        |                                |  |                        |                                |  |  |  |  |  |  |  |                         |
|                        | Markéta Saská                  |  |                        |                                |  |  |  |  |  |  |  |                         |
|                        |                                |  |                        |                                |  |  |  |  |  |  |  |                         |
|                        |                                |  |                        | Albrecht IV. Rakouský          |  |  |  |  |  |  |  |                         |
|                        |                                |  |                        |                                |  |  |  |  |  |  |  |                         |
|                        | Albrecht II. Habsburský        |  |                        |                                |  |  |  |  |  |  |  |                         |
|                        |                                |  |                        |                                |  |  |  |  |  |  |  |                         |
|                        |                                |  |                        | Johana Žofie Bavorská          |  |  |  |  |  |  |  |                         |
|                        |                                |  |                        |                                |  |  |  |  |  |  |  |                         |
|                        | Anna Habsburská                |  |                        |                                |  |  |  |  |  |  |  |                         |
|                        |                                |  |                        |                                |  |  |  |  |  |  |  |                         |
|                        |                                |  |                        | Zikmund Lucemburský            |  |  |  |  |  |  |  |                         |
|                        |                                |  |                        |                                |  |  |  |  |  |  |  |                         |
|                        | Alžběta Lucemburská            |  |                        |                                |  |  |  |  |  |  |  |                         |
|                        |                                |  |                        |                                |  |  |  |  |  |  |  |                         |
|                        |                                |  |                        | Barbora Celjská                |  |  |  |  |  |  |  |                         |
|                        |                                |  |                        |                                |  |  |  |  |  |  |  |                         |